# Herbie
Herbie (nacido en 1963 en Wolfsburgo, Alemania) es un personaje de ficción, un Volkswagen Sedán con características humanas que ha protagonizado varias películas de Disney desde 1968, comenzando con The Love Bug. Este coche tiene consciencia propia y puede conducirse sin necesidad de un chofer. Aunque su parte frontal está compuesta mayormente de piezas metálicas fijas, Herbie puede doblarlas y cambiarlas de posición, lo que le permite expresar emociones o mantenerse inexpresivo cuando es necesario. Es un competidor serio en carreras de automóviles. Herbie se distingue por su color blanco perla, un tono disponible en los escarabajos de fábrica, además de tres franjas en rojo, blanco y azul que recorren el coche de adelante hacia atrás, y el número «53» pintado en el frente, las puertas y la tapa del motor. En algunos países latinoamericanos, es conocido como Cupido Motorizado.

## Origen
Herbie nació como un Volkswagen Tipo 1 Deluxe modelo 1963 en color L87 Pearl White, con techo corredizo negro y placa californiana OFP 857. A lo largo de las películas, Herbie fue equipado con un motor Porsche 356, lo que le dio la potencia necesaria para competir y casi siempre ganar en las escenas de carreras.  
El coche recibió su nombre de Tennessee Steinmetz (interpretado por Buddy Hackett) en The Love Bug, en honor a su tío «Herbie», un boxeador de peso medio cuya nariz rota le recordaba la parte frontal de un Volkswagen Beetle.
El número «53» fue elegido como logotipo porque Don Drysdale, lanzador de Los Angeles Dodgers, llevaba ese número en su uniforme, según mencionó un miembro del equipo de producción de la película original.
Aunque los automóviles utilizados en todas las películas estaban pintados en el color original L87 Pearl White, los interiores fueron pintados en un tono que no reflejaba los grises, evitando así reflejos de las luces del estudio durante la filmación. La única excepción fue la versión de 2005, Herbie: Fully Loaded, donde las reflexiones del equipo de estudio se eliminaron digitalmente en posproducción. La primera película de Herbie, The Love Bug, se basa en la historia «Boy, Girl» escrita por Gordon Buford en 1961.

## Historia

### Herbie:The Love Bug
La razón por la cual Herbie tiene vida propia y comportamientos humanos (sentimientos, emociones y acciones) se explica en The Love Bug (película de 1997). En esta película, el Dr. Gustav Stumpfel (interpretado por Harold Gould) es el ingeniero que creó a Herbie.  
En The Love Bug (1997), se revela que, tras la Segunda Guerra Mundial, los estadounidenses descubrieron que Stumpfel había fabricado un automóvil exclusivo para los alemanes, similar a cómo ocurrió en 1933 cuando Hitler se reunió con Ferdinand Porsche para discutir el desarrollo de un «Volkswagen». Sin embargo, en esta ficción, el ingeniero no es Ferdinand Porsche, sino el Dr. Gustav Stumpfel. Los estadounidenses contactaron a Stumpfel para que les fabricara un coche «con personalidad». Stumpfel copió los planos del Volkswagen Sedán y, tras mucho tiempo, concluyó que el diseño del coche no era lo importante para su desarrollo, sino el tipo de metal empleado en la fundición. Un día, mientras mezclaba aleaciones, Stumpfel dejó caer su bien más preciado: una foto de su amada y fallecida Elsa.
Mágicamente, el coche nació con «personalidad propia», que es el gran secreto de su origen. Para ocultar este fenómeno, Stumpfel escondió el coche de los estadounidenses, dejando a Herbie libre. Años después, Stumpfel se enteró de que su creación había tenido una buena vida participando en carreras con Jim Douglas.
Cronológicamente, su historia comienza con la película The Love Bug (1968). Antes de ser adquirido por Jim Douglas (un piloto de carreras y primer propietario oficial del Volkswagen), Herbie fue comprado por una rica mujer para su criada, pero el coche fue devuelto al día siguiente debido a problemas con él. Jim Douglas (interpretado por Dean Jones) finalmente compró el Volkswagen en el concesionario de Peter Thorndyke (interpretado por David Tomlinson). En esta película, Herbie aparece en su primer aspecto, con su color blanco perla y sin las franjas características en azul, blanco y rojo ni el número 53. Estos detalles se añadirán posteriormente cuando Jim Douglas empiece a competir con Herbie.

### Herbie:Rides Again
En Herbie Rides Again («Cúpido Motorizado al Ataque» o «La Pandilla de Cúpido» para Hispanoamérica y «Herbie, un volante loco» para España), Jim se fue a Europa y Tennessee fue a Tíbet debido a la enfermedad de su gurú filosófico, por lo que Herbie quedó al cuidado de la Sra. Steinmetz, tía de Tennessee. Ella, junto con su vecina Helen Hayes, intenta salvar su casa de la amenaza de Alonso Hawk, un magnate inmobiliario.

### Herbie: Goes to Montecarlo
En Herbie Goes to Montecarlo, Jim regresó a Europa para competir con Herbie en la carrera ficticia Trans-Francia, de París a Montecarlo. En esta película, Herbie se enamora de un Lancia Scorpion llamado Giselle.
En Herbie Goes Bananas, Herbie queda al cuidado de un sobrino de Jim, Pete Stancheck, en México. Allí, Herbie entabla amistad con un huérfano llamado Paco, y juntos detienen a un grupo de artistas que intentan robar la reliquia del Inca de Oro. Paco apoda a Herbie «Ocho», debido a que la suma de los dígitos 5 y 3 de Herbie da como resultado el número 8.
Después de esta aventura, cronológicamente viene Herbie the Love Bug (serie de TV), en la que se puede ver a un Jim Douglas algo mayor y probablemente retirado del mundo de las carreras. La serie, que tuvo una única temporada con 5 episodios, presenta pequeñas historias sobre Jim Douglas y su entorno familiar. En el último episodio, se sugiere que Jim Douglas hizo un contrato con un paisano para llevarse a Herbie, aunque el final queda bastante inconcluso.
En The Love Bug (1997), Hank Cooper (interpretado por Bruce Campbell) es el nuevo propietario de Herbie tras una subasta por rifa numérica. En esta película, se muestra a un Jim Douglas envejecido visitando a Herbie en su entierro. La muerte de Herbie fue causada por la paliza de su alter ego malvado, «Horace», un Volkswagen negro construido por el Dr. Gustav Stumpfel para un breve y temporal propietario de Herbie llamado Simon. Finalmente, Herbie es reparado y compite nuevamente contra Horace en una carrera de revancha.
Con el paso de los años, la fama de Herbie en el mundo de las carreras fue decayendo debido al tiempo y a los cambios de propietario. Después de Hank Cooper, los propietarios de Herbie son desconocidos.

### Herbie: Fully Loaded
Años después, un remolcador lleva a Herbie para ser desechado en el desguace de «Dave el Loco». Sin embargo, la vida de Herbie da un giro cuando Maggie Payton (interpretada por Lindsay Lohan) lo compra en un estado casi ruinoso en Herbie: Fully Loaded (2005) y lo repara con su equipo de mantenimiento. Maggie Payton es la última dueña conocida del Volkswagen. En Herbie: Fully Loaded (2005), Herbie inicia un nuevo romance con el New Beetle amarillo de Sally. Esta película introduce dos modificaciones estéticas importantes en la carrocería de Herbie: una carrocería de tuning para las carreras del desierto contra Trip Murphy y una modificación para participar en la Copa NASCAR.

## Filmografía
| Año  | Título                            | Director                                       | Nota                                                                    |
| ---- | --------------------------------- | ---------------------------------------------- | ----------------------------------------------------------------------- |
| 1968 | The Love Bug                      | Robert Stevenson                               |                                                                         |
| 1974 | Herbie Rides Again                | Robert Stevenson                               |                                                                         |
| 1977 | Herbie Goes to Monte Carlo        | Vincent McEveety                               |                                                                         |
| 1980 | Herbie Goes Bananas               | Vincent McEveety                               |                                                                         |
| 1982 | Herbie the Love Bug (serie de TV) | Bill Bixby, Vincent McEveety, Charles S. Dubin | 1 única temporada (con 5 episodios de 48 minutos de duración cada uno). |
| 1997 | The Love Bug                      | Peyton Reed                                    | Adaptación hecha para la TV.                                            |
| 2005 | Herbie Fully Loaded               | Ángela Robinson                                |                                                                         |

## Curiosidades
- En la película Herbie Goes to Monte Carlo (1977) Herbie adquiere un pequeño faro en la parte frontal, encima del parachoques delantero.

- En la película Herbie Fully Loaded (2005) Herbie aparece con dos capuchones metálicos decorativos en los faros delanteros. Nunca antes vistos en ninguna de las películas anteriores.

- Con el estreno de Herbie Fully Loaded (2005) Los fanes de Volkswagen se dieron cita en Berlín, (Alemania) formando una concentración en filas numerosas de Volkswagen Beetle y New Beetle. La concentración se completó con tres actuaciones estelares en el escenario al aire libre del Waldbühne de Berlín. Yvonne Catterfeld, la banda de rock Manfred Mann′s Earth Band y el grupo Itchycoo, fueron los encargados de entretener a la audiencia en este primer festejo de Disney y Volkswagen, que concluyó al anochecer con la proyección de Herbie Fully Loaded.